# Reprezentacja Somalilandu w piłce nożnej mężczyzn
Piłkarska reprezentacja Somalilandu w piłce nożnej – zespół, reprezentujący Somaliland. Należy do NF-Board i ConIFA, natomiast nie do Międzynarodowej Federacji Piłki Nożnej (FIFA).

## Historia
Związek Piłki Nożnej Somalilandu po raz pierwszy w historii wziął udział w międzynarodowym turnieju w Conifa World Cup 2016, którego gospodarzem była Abchazja. Reprezentacja Somalilandu została wylosowana do grupy D razem z reprezentacją Pendżabu i reprezentacją Laponii. Po porażkach w obu meczach (po 0–5) reprezentacja Somalilandu zagrała w dwóch kolejnych meczach z innymi reprezentacjami, Czagos i Seklerszczyzny. Reprezentacja Somalilandu zajęła ostatecznie 10. miejsce w konkursie.